# Clephydroneura brevipennis
Clephydroneura brevipennis là một loài ruồi trong họ Asilidae. Clephydroneura brevipennis được Oldroyd miêu tả năm 1938. Loài này phân bố ở miền Ấn Độ - Mã Lai.